# 裸冠菊属
裸冠菊属（学名：Gymnocoronis），也称光冠菊屬，为菊科的一个属。

## 下属物种
本属包括以下物种：
- Gymnocoronis latifolia Hook. & Arn.
- 光冠水菊 Gymnocoronis spilanthoides DC.